# Verőköltő poloskák
A verőköltő poloskák (Pyrrhocoridae) a rovarok (Insecta) osztályának a félfedelesszárnyúak (Hemiptera) rendjébe, ezen belül a poloskák (Heteroptera) alrendjébe, a címerespoloska-alkatúak (Pentatomomorpha) alrendágba és a Pyrrhocoridea öregcsaládjába tartozó család.

## Rendszerezés
A családba az alábbi 6 nem tartozik:
- Antilochus
- Dysdercus
- Euscopus
- Graptostethus
- Pyrrhocoris
  - verőköltő bodobács (verőköltő poloska, Pyrrhocoris apterus)
- Scantius